# Zpracování převíjením substrátu

Hlubotisk – A: papír; B: barva; C: tiskový válec; 1: zásobník barvy; 2: tiskový válec; 3: stěrač; 4: přítlačný válec; 5: papír

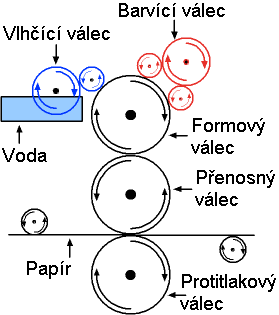
Schéma ofsetového tisku

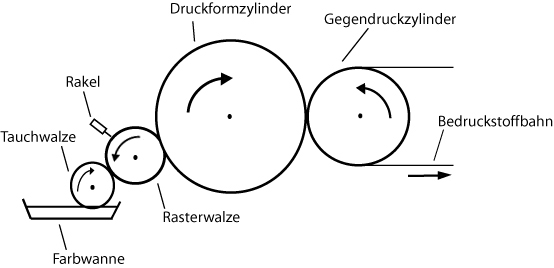
Flexotisk

Zpracování převíjením substrátu (angl. Roll-to-roll processing nebo R2R) je proces ve výrobě tištěné elektroniky, při kterém jsou obvody a součástky tištěny na průběžně převíjený pás základního materiálu (substrátu) . Základním materiálem je ohebná fólie z plastu, kovu nebo papír. Základní materiál se odvíjí z jedné role, je povrchově upraven, potištěn a navinut na druhou roli. Ve výsledku jsou na výstupní roli natištěné požadované obvody, které se následně oddělí pro další užití.

## Použité tiskové techniky
V závislosti na požadovaných vlastnostech natištěných vrstev (např. stupni ohebnosti), na vstupních vlastnostech základního materiálu a ekonomických aspektech jsou při zpracování převíjením substrátu využívány především postupy velkonákladového tisku, jako je hlubotisk, ofset a flexotisk. Přednosti tohoto procesu jsou:
- nákladově příznivá výroba
- rychlé zpracování
- malá spotřeba materiálu
- zpracování při nízkých teplotách
- možnost použití ohebného základního materiálu
- osvědčené a zavedené tiskové techniky
- snadná integrace dalších tiskových technik
- nákladově efektivní proces díky úspoře času a materiálových nákladů

Mimo postupy velkonákladového tisku mohou být využity postupy inkoustového tisku (ink-jet), sítotisku nebo tamponového tisku.

### Hlubotisk
Při hlubotisku (přímém tisku z hloubky) jsou tisknoucími místy zahloubení v tiskovém válci. Tiskový válec představují při čtyřbarevném tisku čtyři samostatné ocelové válce.
Část tiskového válce je ponořena do zásobníku barvy a nabírá do zahloubení přenášený materiál/přenášenou barvu. Přebytečný materiál (barva) je odstraněn stěračem. Mezi tiskovým a přítlačným válcem běží pás potiskovaného materiálu a vlivem velké přilnavosti a vysokého přítlaku přijímá nanášený materiál (barvu).

### Ofsetový tisk
Při ofsetovém (nepřímém) tisku se nedostávají tiskový válec a potiskovaný základní materiál do kontaktu. Barva nebo nanášený materiál jsou přeneseny nejprve na gumový přenosový válec a z něj teprve na základní materiál. Na tiskovém válci jsou vedle sebe ve stejné výšce tisknoucí a netisknoucí místa. Tisknoucí místa na povrchu tiskového válce jsou hydrofobní (odpuzují vodu, přijímají mastnou barvu) a netisknoucí místa hydrofilní (přijímají vodu, nepřijímají barvu). Pomocí vlhčícího válce je voda nanesena na netisknoucí místa. Na tisknoucí místa je barvícím válcem nanesena barva. Ta je potom pomocí přenosového válce přenesena na potiskovaný materiál.

### Flexotisk
Flexotisk může být někdy označován jako tisk z výšky, protože tisknoucí místa jsou výše, než místa netisknoucí. Tisková forma (štoček) je zhotovena ze silikonu ve formě návleku na tiskový válec. Potiskovaný materiál je na tiskový válec přitlačován tlakovým válcem. Barvu (nanášený materiál) nabírá válec, který se brodí v zásobníku barvy. Dále se barva přenáší na rastrový válec, kde se stěračem odstraní přebytečná barva. Rastrový válec už nanáší na tiskovou formu přesné množství barvy.

## Využití zpracování převíjením substrátu při výrobě tištěné elektroniky
Vývoj v oboru elektroniky a fotovoltaiky směřuje k produkci lehkých, ohebných a cenově výhodných elektronických sestav. S ohledem na již popsané vlastnosti je zpracování z role na roli velmi výhodný postup při zhotovování tenkých vrstev na ohebných podložkách. Materiály použité k potisku mohou být jak metalické, tak organické, ale také dielektrické nebo polovodivé. Tloušťka natištěných vrstev se pohybuje od mikrometrového po nanometrový rozsah. Nejvýznamnější obory využití jsou:
- ohebné tenkovrstvé fotovoltaické články v organické fotovoltaice
- ohebné LED/OLED světelné zdroje a displeje
- lékařské přístroje
- polovodičové prvky
- RFID
- tištěná elektronika.